# Щитомордник Штрауха
Щитомордник Штрауха (лат. Gloydius strauchi) — вид ядовитых змей из подсемейства ямкоголовых семейства гадюковых.

## Описание
Это некрупная змея, длиной до 50—55 см, из которых 7—7,5 см приходится на хвост. У неё толстое тело, не очень широкая голова, закругленная морда. Окрас от зелёно-коричневого и жёлто-коричневого до серо-бурого с продольными полосами.

## Распространение
Обитает на Тибетском нагорье (Китай).